# 鳥取県道303号大高下口波多線
鳥取県道303号大高下口波多線（とっとりけんどう303ごう おおこうげくちはたせん）は、岡山県津山市から鳥取県八頭郡智頭町に至る予定の一般県道である。

## 概要
岡山県津山市阿波から鳥取県八頭郡智頭町大字口宇波に至る。岡山県は岡山県道として認定する予定もなく、今のところ鳥取県側だけの路線になっている。このため、岡山県側は林道落合線となっている。
岡山県道303号は現在は欠番である。
なお、鳥取県側には山陰自動車道への国道9号移行を契機として県道路線の整理を実施する計画があることが2006年（平成18年）6月3日付中国新聞朝刊などで報じられており、岡山県側の認定や区域決定、さらに全線開通の見込みのない本路線の今後は不透明である。

### 路線データ
- 起点：岡山県津山市阿波（岡山県道・鳥取県道118号加茂用瀬線交点）
- 終点：鳥取県八頭郡智頭町大字口宇波（岡山県道・鳥取県道6号津山智頭八東線交点）
- 総延長：6.4 km[注釈 1]
- 未認定区間：岡山県津山市阿波（起点） - 岡山・鳥取県境（途中までは林道落合線が通っている）
- 未開通区間：岡山・鳥取県境 - 鳥取県八頭郡智頭町大字波多（1.2 km）

## 歴史
- 1976年（昭和51年）12月28日 - 鳥取県告示第1,043号により認定される[1]。
- 1982年（昭和57年）9月10日 -鳥取県側の県道番号が現行のものに変更される。
- 1984年（昭和59年）8月31日 - 鳥取県告示第645号で県道番号変更が正式に告示される[3]。
- 2005年（平成17年）2月28日 - 苫田郡阿波村が津山市に編入されたことにより起点の地名表記が変更される（苫田郡阿波村大高下→津山市阿波字大高下）。

## 地理

### 通過する自治体
- 岡山県
  - 津山市
- 鳥取県
  - 八頭郡智頭町

### 交差する道路
| 交差する道路                            | 都道府県名 | 市町村名 | 市町村名 | 交差する場所 | 交差する場所 |
| --------------------------------------- | ---------- | -------- | -------- | ------------ | ------------ |
| 岡山県道・鳥取県道118号加茂用瀬線未供用 | 岡山県     | 津山市   | 津山市   | 阿波         | 起点         |
| 区域未編入・未開通区間                  |            |          |          |              |              |
| 岡山県道・鳥取県道6号津山智頭八東線     | 鳥取県     | 八頭郡   | 智頭町   | 大字口宇波   | 終点         |

### 沿線
- 落合渓谷
- 布滝（のんだき）
- 白髪滝キャンプ場